# Wiggle
Wiggle Ltd est une société britannique de vente en ligne d’articles de sport. Elle est basée à Portsmouth, en Grande-Bretagne, et commercialise ses produits à destination de 80 pays, dans 10 langues et 15 monnaies différentes. Société fondée en 1999 par Mitch Dall et Harvey Jones, Wiggle est désormais le magasin numéro 1 de la vente en ligne de vélos et d’équipements de sport au Royaume-Uni, et possède des parts de marché extrêmement importantes à l’étranger.

## Histoire
Mitch Dall et Harvey Jones décidèrent de créer wiggle.co.uk en 1999 afin de vendre des produits depuis l’arrière de la boutique Butlers Cycles, gérée par Dall à Portsmouth. Au début, ils proposèrent tout ce qui, d’après eux, se vendrait. Ils rencontrèrent le succès en se concentrant uniquement sur les vélos, et ne commencèrent leur aventure en ligne qu’en 2003. Depuis lors, Wiggle Ltd propose également des produits pour la course, la natation et le triathlon, soit environ 40 000 produits. skus à tout moment, composants, vêtements, chaussures,et compteurs inclus.
En 2006, Wiggle conclut un accord avec une société de capitaux privés, ISIS, afin de permettre une expansion de la société. ISIS devint donc propriétaire de 42 % des parts de marché, et Wiggle fut estimée à 30 millions de livres sterling. En décembre 2011, la société, dirigée par son PDG Humphrey Cobbold, fut achetée par Bridgepoint Capital, devenu actionnaire majoritaire.

## Produits
Wiggle commercialise une large gamme de marques de sport, dont Cinelli, Shimano, Garmin, Boardman Bikes et Colnago, ainsi que ses propres marques, les vélos Verenti et les vêtements de sport dhb.